# Pronom relatif en français
 (septembre 2024).
Les pronoms relatifs en français sont l’ensemble des pronoms relatifs de la langue française.

## Morphologie du pronom relatif
Parmi les langues romanes, le français est  intéressant à étudier en ce qu'il possède un jeu de pronoms relatifs déclinables selon leur fonction. C'est une des rares classes lexicales à avoir conservé cet archaïsme hérité du latin qu'est la flexion casuelle. En sorte, le pronom relatif s'y décline selon la fonction voulue et, plus rarement, selon le genre, qui connaît dans ce cas une opposition animé ~ inanimé (seulement quand le pronom est précédé d'une préposition) ou masculin ~ féminin.

### Formes simples:qui, que, quoi, dont, où
Dans la grammaire scolaire, on explique que chaque forme du pronom relatif simple est un pronom particulier (on fait apprendre la liste des pronoms relatifs : « qui, que, quoi, dont, où »). Or, de ces cinq mots, d'une part, « qui », « que » et « quoi » sont des formes différentes du même mot, invariables en genre et en nombre mais variables en fonction, d'autre part, « dont » et « où », invariables, sont des mots différents (« où » est du reste facilement considéré comme un adverbe).
- Le suffixe « -e » indique la fonction C.O.D. et que le suffixe « -i », la fonction sujet.
- Le pronom indéfini « quiconque » peut être parfois analysé comme pronom relatif simple. Dans ce cas, il équivaut à la forme « qui », employée sans antécédent :
  - Quiconque travaille doit réussir = Qui travaille doit réussir.
- Si un pronom relatif simple reste bien invariable vis-à-vis du genre et du nombre de son antécédent, il ne transmet pas moins, et le genre, et le nombre, et la personne, de cet antécédent :
  - C'est pas moi qui m'en suis occupée, dit-elle.
    - et non pas : « C'est pas moi qui s'en est occupé, dit-elle. » : car le pronom relatif « qui » a pour antécédent « moi » (première personne du singulier, genre féminin).

### Formes composées:-quel-
Il existe aussi des formes composées, maintenant univerbées : « le quel » est devenu « lequel ». Ces formes connaissent une flexion interne, indice de leur statut d'anciennes locutions. Ces formes fléchissent selon le nombre et le genre :
- masculin → singulier : « lequel », pluriel : « lesquels » ;
- féminin → singulier : « laquelle », pluriel : « lesquelles ».

Les formes agglutinées sont notables :
- « à » + « lequel », etc. → « auquel », « auxquels », « auxquelles » (mais « à laquelle ») ;
- « de » + « lequel », etc. → « duquel », « desquels », « desquelles » (mais « de laquelle »).

## Syntaxe du pronom relatif

### Pronom relatif et antécédent
Le pronom relatif est habituellement une anaphore. Le plus souvent, son antécédent (un nom, mais également, un autre pronom, un adjectif…), précède immédiatement ce pronom relatif :
- L'enfant qui traverse la rue est l'un de mes élèves.
  - Le pronom relatif « qui » a pour antécédent le syntagme nominal « L'enfant ».
- Toi qui sais le latin…
  - Le pronom relatif « qui » a pour antécédent le pronom personnel « Toi ».
- Là où il est, il ne souffre plus.
  - Le pronom relatif « où » a pour antécédent l'adverbe de lieu « Là ».
- Étourdi que tu es !…
  - Le pronom relatif « que » a pour antécédent l'adjectif « étourdi ».

Parfois cependant, l'antécédent ne précède pas immédiatement le pronom relatif :
- Je les entendis très distinctement qui appelaient au secours.
  - Le pronom relatif « qui » a pour antécédent le pronom personnel « les ».

Exceptionnellement, le pronom relatif est employé sans antécédent. Dans ce cas, le pronom en question (« qui », « quiconque » ou bien « où ») n'est plus une anaphore mais un représentant référentiel :
- Qui dort dîne. J'aime qui m'aime. Quiconque travaille finit par réussir. Elle a décidé d'aller où il va.
  - On peut considérer que les pronoms relatifs « qui » et « quiconque » ont pour antécédent sous-entendu : « celui », et que le pronom relatif « où » a pour antécédent sous-entendu : « là ».

### Pronom relatif et proposition relative
À cause de son rôle de subordonnant de la proposition relative, le pronom relatif anaphorique se trouve généralement placé en tête de celle-ci.
Il peut cependant être précédé d'une préposition :
- L'enfant à qui tu as parlé est l'un de mes élèves.
  - Le pronom relatif « qui » (antécédent : « enfant ») est CAT (complément d'attribution, ou encore, COS, complément d'objet second) du verbe « a parlé ».

Parfois, il peut même être précédé de tout un syntagme nominal faisant partie intégrante de la proposition relative :
- La société pour le compte de laquelle il travaille a fait faillite.
  - Le pronom relatif « laquelle » (antécédent : « société ») est complément du nom « compte ». La subordonnée relative complète est « pour le compte de laquelle il travaille ».

Il faut veiller à ne pas confondre la fonction du pronom relatif et celle de la subordonnée relative.
La fonction du pronom relatif (à l'intérieur de la proposition subordonnée relative) est l'une des fonctions possibles du nom (sujet, attribut, complément…).
Mais la fonction de la proposition subordonnée relative est presque toujours complément du mot qui précède ce pronom relatif, ou plus précisément, « complément de l'antécédent ». La proposition subordonnée relative est donc le plus souvent un satellite de cet antécédent (une expansion du nom). Cependant, en l'absence d'antécédent (la subordonnée relative est alors dite relative substantive), on analyse certaines propositions relatives comme étant sujet ou C.O.D. du verbe de la principale :
- Je connais où il habite.
  - Proposition principale : « Je connais». Proposition subordonnée relative : « où il habite », C.O.D. du verbe «connais ». À l'intérieur de cette subordonnée, le relatif « où » est C.C. de lieu du verbe « habite ».  -Attention :" je sais où il habite" n'a pas la même construction puisque le verbe savoir se construit avec une subordonnée interrogative indirecte. (on peut remplacer où par à quel endroit qui montre mieux l'interrogation)

La proposition subordonnée relative succédant nécessairement à son antécédent, ce positionnement produit très souvent un enchâssement de la relative dans la principale :
- Les vacances que j'ai passées au Maroc sont inoubliables.
  - Proposition principale : « Les vacances… sont inoubliables ». Proposition subordonnée relative enchâssée : « que j'ai passées au Maroc ». Le pronom relatif « que » est C.O.D. du verbe « ai passées ».

### Syntaxe du pronom «qui»
La fonction du pronom relatif « qui » varie selon que celui-ci est ou non précédé d'une préposition.

#### «Qui» non précédé d'une préposition
Lorsqu'il n'est pas précédé d'une préposition, le pronom relatif « qui » est le plus souvent sujet du verbe de la proposition relative :
- L'enfant qui m'a parlé est le fils de mes voisins.
  - Le pronom relatif « qui » (antécédent : « enfant ») est sujet du verbe « a parlé ».
- « qui » → sujet : Je vois le chat <qui> est énorme (<qui> est sujet du verbe « être ») ;

Quand le pronom relatif « qui » est employé sans antécédent, il représente exclusivement une personne et équivaut au pronom relatif « quiconque » :
- Qui part à la chasse perd sa place = Quiconque part à la chasse perd sa place.
  - Le pronom relatif « qui » (ou « quiconque ») est sujet du verbe « part ». La proposition relative « Qui / Quiconque part à la chasse » est sujet du verbe « perd ».
- On peut comparer : « J'aime qui je veux aimer » à « J'aime ceux que je veux aimer ».

#### «Qui» précédé d'une préposition
Lorsqu'il est précédé d'une préposition, le pronom relatif « qui » devient complément du verbe, et remplace nécessairement un animé (une personne ou un objet personnifié) :
- L'enfant à qui j'ai parlé est le fils de mes voisins.
  - Le pronom relatif « qui » (antécédent : « enfant ») est C.A.T. du verbe « ai parlé ».
- L'homme <à qui> je parle connaît Boubou (<à qui> est COI du verbe « parler ») ;

Si l'antécédent est un inanimé (un objet ou un animal non personnifié), il faut utiliser lequel. Si au contraire l'antécédent est neutre (un élément linguistique sans genre ni nombre : une proposition, une phrase, une idée…), il faut utiliser quoi.
Si la combinaison « de qui » est correcte, il est préférable d'utiliser à sa place le pronom relatif dont :
- L'homme de qui je t'ai parlé / L'homme dont je t'ai parlé.

Le pronom relatif « qui » précédé d'une préposition peut également être employé sans antécédent, il est alors remplacçable par « quiconque » :
- J'offre ces vieux livres à qui les voudra / J'offre ces vieux livres à quiconque les voudra.
  - Les pronoms relatifs « qui » et « quiconque » sont sujets du verbe « voudra ».

### Syntaxe du pronom «que»
Le pronom relatif « que » est toujours une anaphore, et n'est jamais précédé d'une préposition (sinon, il faut utiliser « qui », « quoi »…).
Sa fonction est le plus souvent, complément d'objet direct :
- L'enfant que tu vois est l'un de mes élèves.
  - Le pronom relatif « que » (antécédent : « enfant ») est C.O.D. du verbe « vois ».
- « que » → COD : Je ne supporte pas ce chat <que> tu as adopté (<que> est COD du verbe « adopter »)

Parfois cependant, il peut remplir d'autres fonctions :
- - Attribut du sujet :
  - J'aime ce beau pays qu'est la France.
    - Le pronom relatif « qu' » (antécédent : « ce beau pays ») est attribut du sujet « la France ».
- - Sujet réel :
  - Je ferai ce qu'il faudra.
    - Le pronom relatif « qu' » (antécédent : « ce ») est sujet réel du verbe « faudra ».
- - Complément d'objet indirect (C.A.T. ou C.O.S.) :
  - C'est à cet homme que j'ai parlé.
    - Le pronom relatif « que » (antécédent : « homme ») est C.A.T. du verbe ai parlé. Autre forme : « C'est l'homme à qui j'ai parlé. »

### Syntaxe du pronom «quoi»
Précédé d'une préposition, le pronom relatif « quoi » ne peut jamais représenter une personne. D'origine, le pronom « quoi » (relatif ou interrogatif) est la forme tonique du pronom « que » :
- Que veux-tu ? / Tu veux quoi ?

#### «Quoi» non précédé d'une préposition
Lorsqu'il n'est pas précédé d'une préposition, le pronom relatif « quoi » est normalement employé sans antécédent. Il ne peut dans ce cas être sujet :
- Quoi que je dise, j'ai toujours tort.
  - Le pronom relatif « quoi » est C.O.D. du verbe « dise ».

#### «Quoi» précédé d'une préposition
Le pronom relatif « quoi » est le plus souvent précédé d'une préposition. Il est alors complément prépositionnel (C.O.I., C.C., complément de nom, etc.) et son antécédent est normalement neutre (« ce »…) :
- C'est ce à quoi je faisais allusion.
  - Le pronom relatif « quoi » (antécédent : « ce ») est, soit C.O.I. de la locution verbale « faisais allusion », soit complément du nom « allusion ».
- Préposition + « quoi » (« à quoi », « pourquoi » ─ noter l'univerbation ─, « sans quoi ») → divers compléments du verbe (seulement pour des antécédents inanimés comme « ce », « rien ») : [Sais-tu ce [<à quoi> je pensais] ?] (<à quoi> est COI du verbe « penser ») ;

La formulation « de quoi » n'est pas correcte : dans ce cas, il convient d'utiliser dont.
Même précédé d'une préposition, le pronom relatif « quoi » peut être employé sans antécédent :
- Tu sais à quoi je pense ?
  - Le pronom relatif « quoi » est C.O.I. du verbe « pense ».

### Syntaxe du pronom «dont»
Toujours anaphorique, le pronom relatif « dont » remplace tout complément (animé ou inanimé) précédé de la préposition « de ». La fonction du pronom relatif « dont » ne peut donc être que complément prépositionnel, soit :
- Complément de nom :
  - L'enfant dont tu es le père s'appelle Alexia.
    - Le pronom relatif « dont » (antécédent : « enfant ») est complément du nom « père ».
- Complément de l'adjectif :
  - Alexia est l'enfant dont vous êtes si fiers.
    - Le pronom relatif « dont » (antécédent : « enfant ») est complément de l'adjectif « fiers ».
- Complément circonstanciel (C.C.) :
  - C'est la région dont je viens.
    - Le pronom relatif « dont » (antécédent : « région ») est C.C. de lieu du verbe « viens ».
- Complément d'agent (C.A.G.) :
  - Voici les élèves dont ce professeur était tant aimé.
    - Le pronom relatif « dont » (antécédent : « élèves ») est C.A.G. du verbe « était aimé ».
- Complément d'objet indirect (C.O.I.) :
  - L'enfant dont je te parle est l'un de mes élèves.
    - Le pronom relatif « dont » (antécédent : « enfant ») est C.O.I. du verbe « parle ».
- « Dont » → complément du nom, COI → dont : Le chat <dont> le pelage est roux se nomme Boubou (« dont » est complément du nom « pelage » : « le pelage de dont », mis pour le chat), Le chat <dont> je t'ai parlé se nomme Boubou (« dont » est COI du verbe « parler »).
- Lorsqu'un pronom relatif doit être précédé d'une préposition autre que « de », la forme choisie doit donc être
  - qui (pour un animé),
  - où pour un lieu,
  - lequel pour un inanimé (autre qu'un lieu),
  - quoi pour un neutre.

### Syntaxe du pronom «où»
Le pronom relatif « où » est le plus souvent complément circonstanciel de lieu (dans le registre soutenu, il ne s'emploie que pour des lieux concrets) ou de temps. Il peut être précédé ou non d'une préposition.

#### «Où» non précédé d'une préposition
Lorsque le pronom relatif « où » n'est pas précédé d'une préposition, on peut cependant considérer que son représenté est en fait précédé d'une préposition telle que « à », « en », ou « dans » :
- J'ai beaucoup aimé le pays où j'ai passé mes vacances.
  - Le pronom relatif « où » (antécédent : « pays ») est C.C. de lieu du verbe « ai passé » (= j'ai passé mes vacances « dans » ce pays).
- Je me souviens de l'époque où je passais mes vacances chez ma grand-mère.
  - Le pronom relatif « où » (antécédent : époque) est C.C. de temps du verbe passais (= je passais mes vacances chez ma grand-mère « à » cette époque)
- « Où » → complément circonstanciel de lieu : [La maison [<où> Boubou est né] est maintenant rasée] (<où> est complément circonstanciel de lieu du verbe « naître »).

Le pronom relatif « où » non précédé d'une préposition peut exceptionnellement s'employer sans antécédent :
- Allez où vous voulez.
  - Le pronom relatif « où » est C.C. de lieu du verbe « voulez ».

#### «Où» précédé d'une préposition
À l'instar de « qui », « quoi » et « lequel », le pronom relatif « où » peut être précédé d'une préposition (« d', par, jusqu', vers… ») :
- Les chemins par où il est passé et le pays d'où il vient, me sont inconnus.
  - Le pronom relatif « où » (antécédent : « chemins », puis « pays ») est C.C. de lieu des verbes « est passé », puis « vient ».

Le pronom relatif « où » précédé d'une préposition peut exceptionnellement s'employer sans antécédent :
- Je sais par où il est passé.
  - Le pronom relatif « où » est C.C. de lieu du verbe « est passé ». Notons que la subordonnée relative « où il est passé », C.O.D. du verbe « sais », peut être également analysée comme une proposition subordonnée interrogative indirecte (« où » peut être analysé à la fois comme un pronom relatif et comme un adverbe interrogatif).

### Syntaxe du pronom «lequel»
Exclusivement anaphorique (il ne peut donc être employé sans antécédent), le pronom relatif « lequel » peut en principe représenter tout élément de la troisième personne. Cependant, si son antécédent peut être indifféremment une personne ou une chose, il ne peut jamais être neutre.

#### «Lequel» non précédé d'une préposition
Le pronom relatif « lequel » non précédé d'une préposition, ne s'utilise que comme sujet de la relative. Son emploi est une marque du registre soutenu :
- L'honnête homme, lequel se doit de connaître Homère, se fait rare en ce monde.
  - Équivalent de « L'honnête homme, qui se doit de connaître Homère, se fait rare en ce monde » (registre courant).

On peut également l'employer dans le registre courant chaque fois qu'il est en mesure de dissiper une équivoque générée par l'emploi d'un pronom relatif invariable :
- Je me souviens du parfum de cette fleur, lequel est extraordinaire.
  - L'emploi du pronom relatif « lequel » (antécédent : parfum, même genre et même nombre), supprime l'équivoque que le pronom « qui » aurait pu produire. En effet, dans : « Je me souviens du parfum de cette fleur qui est extraordinaire », on ne sait pas trop si c'est le « parfum » ou bien la « fleur », qui est extraordinaire…

Le pronom relatif « lequel » employé sans préposition peut parfois être analysé comme un véritable adjectif relatif (représentant anaphorique indiquant une détermination complète), lorsque l'antécédent est répété :
- J'ai rencontré Julien, le frère de Paul, lequel Julien a fait le tour du monde.
  - La relative « lequel Julien a fait le tour du monde » est complément de l'antécédent « Julien » (première occurrence). Le groupe nominal « lequel Julien » (constitué d'un nom propre précédé d'un déterminant, adjectif relatif) est sujet du verbe « a fait ».

#### «Lequel» précédé d'une préposition
Précédé d'une préposition, le pronom relatif « lequel » peut être lui aussi la marque du registre soutenu :
- Germain, auquel j'ai offert une souris en plastique, a fière allure.
  - Équivalent de « Germain, à qui j'ai offert une souris en plastique, a fière allure » (registre courant).

On emploie normalement le pronom relatif « lequel » précédé d'une préposition, à la place de « qui », chaque fois que celui-ci représente une chose et non une personne :
- C'est la voiture avec laquelle il a gagné la course.
  - Et non pas : « C'est la voiture avec qui il a gagné la course. »

S'il doit être précédé de la préposition « de », dans le registre courant, on préférera utiliser le pronom « dont » plutôt que les formes « duquel », « de laquelle », etc., jugées un peu lourdes :
- C'est la légende dont il a tiré le scénario de son film.
  - Préférable à : « C'est la légende de laquelle il a tiré le scénario de son film. »

Les relatifs composés sont parfois obligatoires en langue soutenue : c'est le cas pour le complément circonstanciel de lieu, qui ne peut être rendu par « où » quand le lieu n'est pas concret :
- C'est un passage du roman dans lequel l'auteur exprime tout son amour pour Boubou.
  - Préférable à l'écrit, à : « C'est un passage du roman où l'auteur exprime tout son amour pour Boubou ».